# Clayton James Cubitt
 (janvier 2023).
Clayton James Cubitt (né le 2 mars 1972), mieux connu sous le nom de Siege, est un photographe, réalisateur et scénariste américain. Il est connu pour l'application d'un « contrôle saisissant et un sens du style épuré » à la photographie d'art, de portrait, érotique et de mode. Il a été décrit comme « l'un des nouveaux photographes qui ne se contentent plus de faire la distinction entre les mondes de la mode, de l'art et du porno ».

## Biographie

### Jeunesse
Cubitt a grandi à la Nouvelle-Orléans et dans d'autres régions de la côte du Golfe. Il a été inspiré à explorer la photographie après avoir vu la photographie Susie Smoking, prise par Nick Knight pour une campagne publicitaire de Yohji Yamamoto. Cubitt cite également la photographie Green Room Murder de Helmut Newton comme une inspiration précoce. Il a déménagé dans le nord après le lycée, pour finalement s'installer à Brooklyn au début de l'année 2000.

### Photographie de mode
En 2005, Cubitt collabore à une série de photos de mode art génératif avec le codeur créatif Tom Carden. Pour créer les images, Cubitt a utilisé un logiciel qui expérimente les particules et les attracteurs. Le logiciel a été écrit par Carden en utilisant la version alpha de Processing, et les images ont été publiées dans le magazine Metropop. Cubitt est également connu pour Lagos Calling, une histoire de mode à réalité alternée qui réimagine le skinhead fashion movement comme un produit de Lagos, au Nigeria de la fin des années 1960, plutôt que de Londres. Les images étaient présentées comme un ensemble de portraits anthropologiques resurgis, endommagés et délavés. La série a servi d'inspiration stylistique pour le clip Going On de Gnarls Barkley. Des sites web ont publié par erreur les images comme référence historique. Cubitt a créé une série appelée Damaged Doll qui mettait en scène l'actrice pornographique Justine Joli dans un contexte sexuel et de haute couture. Deux des images ont été incluses dans The Playground, un coffret à collectionner d'œuvres d'art de la mode. Deux imprimeurs différents ont refusé d'imprimer les pièces en raison de leur nature explicite, les éditeurs de livres les ont donc imprimées manuellement. Cependant, Barney's New York a refusé de stocker le coffret après l'ajout des deux pièces.

### Hysterical Literature
Hysterical Literature est une série vidéo créée en 2012 par Clayton James Cubitt. Elle comprend 12 séances tournées cliniquement en noir et blanc. Chaque film montre une femme entièrement habillée lisant un passage d'un livre de son choix alors qu'elle est apparemment amenée à l'orgasme par un assistant hors-vue. Chaque session est numérotée et nommée après la femme qui apparaît dans la vidéo. La voix de Cubitt peut être entendue dans la plupart des sessions donnant sa réaction immédiate après l'enregistrement. Ces vidéos ont été mises sur YouTube et comportent des sous-titres disponibles en français et en portugais brésilien dans certaines des vidéos. Sur le site Web du projet se trouvent un ensemble de fonds d'écran achetables et un ensemble de GIF animés provenant des 12 sessions ainsi que d'autres médias connexes tels qu'un essai de Susannah Breslin,.
La première session met en scène l'actrice pornographique américaine Stoya, qui lit un extrait de Necrophilia Variations de Supervert. Ce qui distingue cette session des autres, c'est que les réflexions de Stoya sur l'expérience se trouvent sous la vidéo. Dans celles-ci, elle décrit comment elle a été invitée au projet de Cubitt ainsi que les raisons pour lesquelles elle a choisi son livre. Elle décrit plus tard les circonstances entourant ce qui lui a été dit avant le tournage, les instructions que Cubitt lui a données, l'assistante et le tournage lui-même. Cette session est également incluse dans le cadre de l'exposition Bibliothecaphilia au MASS MoCa.
La deuxième session présente Alicia, qui lit une section de Leaves of Grass de Walt Whitman. La troisième session présente l'artiste et écrivain interdisciplinaire américaine Danielle Ezzo, qui lit quelques poèmes de Still Life With Woodpecker de Tom Robbins. Comme pour la session 01, les réflexions de Danielle sur l'expérience se trouvent sous la vidéo. Dans cet essai, elle décrit qui elle est et pontifie sur la validité et l'histoire de l'art qui a été « mêlé d'une bonne dose de sexualité. » Son essai comprend également deux poèmes : l'un tiré de Still Life with Woodpecker de Tom Robbins et l'autre de Paul Gauguin sur l'histoire de l'art moderne. La quatrième session présente Stormy, qui lit une partie de American Psycho de Bret Easton Ellis. La cinquième session présente Teresa, qui lit une partie de Sexing the Cherry de Jeanette Winterson.
La sixième session présente l'artiste, l'écrivaine et l'artiste de performance Solé, qui lit une partie de Beloved par Toni Morrison. Cette session comprend également un essai sur les réflexions de Solé sur son expérience. Elle écrit sur l'ensemble du processus et ses réflexions en commençant par son entrée dans la pièce dans laquelle la vidéo a été tournée. La septième session présente Amanda, qui lit lit une section de L'Orange mécanique d'Anthony Burgess. La huitième session présente humoriste et actrice américaine Margaret Cho, qui lit lit un extrait du Quatuor de la Belle au bois dormant d'AN Roquelaure, appelé dans la vidéo La Belle au bois dormant. La neuvième session présente artiste, écrivaine et actrice Marne Lucas, qui lit une partie de l'Autoportrait dans un miroir convexe de John Ashbery La neuvième session comporte également une section Pensées de Marne tout comme les sessions 1, 3 et 6. La dixième session présente Janet qui lit Friendship and Character de Ralph Waldo Emerson. Cette session est également incluse dans le cadre de l'exposition Bibliothecaphilia au MASS MoCa,.
La septième session met montre danseuse et écrivaine australo-allemande Toni Bentley, qui lit une section de Henry James Portrait de femme. Cette session renvoie également à un article du magazine Vanity Fair intitulé I'll Read What She's Reading qui décrit le projet Hysterical Literature dans son ensemble. Cette session spécifique y est liée car l'article est écrit par Bentley elle-même. La douzième et dernière session est particulière. Elle est principalement en français car elle présente Fette, qui lit la version française du roman allemand The Loser (titre d'origine : Der Untergeher) de Thomas Bernard. De plus, c'est la plus longue de toutes les session durant 12:15 car Fette a de multiples orgasmes à la fin de sa session au lieu de l'habituel seul orgasme tel qu'il était présenté lors des sessions précédentes. Cela semble avoir été à la demande de Fette car elle n'a pas terminé sa séance immédiatement comme les autres femmes en indiquant son nom et le titre du livre qu'elle lisait. En raison de sa lecture de la version française de The Loser, des sous-titres blancs en anglais ont été ajoutés afin que le public anglophone puisse comprendre le passage qu'elle présente.
Amanda Hess a écrit l'essai Still Life en relation avec Session 03 : Danielle : « Son choix est entre objet sexuel et sujet humain. Cela a toujours été une fausse dichotomie, une dichotomie construite pour séparer les femmes en bonnes filles et en salopes endommagées, puis exercer un contrôle sur leur sexualité aux deux extrémités. La littérature hystérique arrive sur Internet à un moment de l'histoire humaine où il est de plus en plus possible pour les femmes d'effacer cette distinction, d'exprimer notre sexualité sans renoncer à notre agence. » - Nature morte, d'Amanda Hess. » Joanne McNeil a écrit de similairement dans sa réaction à Session 07 : Amanda : « Quand j'ai regardé cette vidéo pour la première fois, mes yeux se sont fixés sur les ongles d'Amanda. Serres rapides. J'attends toujours un bruit de tapotement. Cela n'arrive pas, mais j'entends toujours une sorte de rythme - les rythmes syncopés dans l'étrange jeu de mots de Burgess. » - A Real Horrorshow, de Joanne McNeil. »
En raison de la nature simple de ces vidéos et de la facilité avec laquelle elles peuvent être recréées, elles sont devenues un sous-genre de niche de la pornographie amateure, généralement réalisée par une seule personne et chargée sur différents sites d'hébergement de vidéos tels que Pornhub par exemple.